# Patay Éva
Patay Éva (Aranyosmarót, 1900. április 25. – Győr, 1984. június 24.) festő.

## Élete
Tanulmányait a budapesti Képzőművészeti Főiskolán végezte. Mestere Rudnay Gyula volt, majd rajztanári oklevelet szerzett.
Komáromban dolgozott, Isaszegen kezdett tanítani, majd 1948-1955 között Győrben volt rajztanár. 1948-tól kiállító művész, intenzíven 1955-ös nyugdíjazásától festett.
A Képzőművésznők Szabad Szervezetének tagja, szerepelt kiállításaikon a Nemzeti Szalonban. Egyéni kiállításon szerepelt a Műcsarnokban, a Fényes Adolf Teremben. Számos csoportos tárlaton vett részt a fővárosban és vidéki városokban. 1977-ben 130 munkáját Győr városának ajándékozta. Műveit őrzi a győri Xántus János Múzeum, a tápiószelei Blaskovich Múzeum, az esztergomi Keresztény Múzeum.

## Elismerései
- 1973 Győr-Sopron művészeti díja